# Sphenanthias whiteheadi
Sphenanthias whiteheadi is een straalvinnige vissensoort uit de familie van de lintvissen (Cepolidae). De wetenschappelijke naam van de soort is voor het eerst geldig gepubliceerd in 1973 door Talwar.